# Hanniwka (rejon oratowski)
Hanniwka (ukr. Ганнівка) – wieś na Ukrainie w rejonie oratowskim obwodu winnickiego, na północ od rzeki Rośki.
Pod koniec XIX w. wieś w powiecie lipowieckim, położona siedem wiorst na wschód od Pliskowa (zarząd gminy i policji), parafia prawosławna w Czerniawce a poczta w Andruszówce.
W 1920 pod Annówką toczyły się walki polskiego 43 pułku piechoty z oddziałami sowieckiej 6 Dywizji Kawalerii.